# Dharmender Dalal
Dharmender Dalal (ur. 30 września 1984) – indyjski zapaśnik walczący w stylu klasycznym. Zajął 22. miejsce na mistrzostwach świata w 2014. Piąty na igrzyskach azjatyckich w 2010; dziewiąty w 2014 i dziesiąty w 2006. Wicemistrz mistrzostw Azji w 2009. Brązowy medalista igrzysk Wspólnoty Narodów w 2010. Mistrz Wspólnoty Narodów w 2009, a drugi w 2007 i 2011 roku.